# Peponidium subevenium
Peponidium subevenium là một loài thực vật có hoa trong họ Thiến thảo. Loài này được (K.Schum.) Razafim., Lantz & B.Bremer mô tả khoa học đầu tiên năm 2007.